# Mirabelle de Lorraine
La Mirabelle de Lorraine est la dénomination géographique d'une production agricole française de  mirabelle, qui bénéficie commercialement d'un Label rouge et d'une indication géographique protégée (IGP), dans le territoire de la Lorraine. Cette IGP est gérée par l'association « Mirabelles de Lorraine ». Véritable symbole régional, cette filière concentre en effet à elle seule environ 90 % de la production mondiale de mirabelles.

## Histoire

Comme d'autres en Lorraine, le blason de la commune de Praye témoigne de l'ancrage historique de la culture de la mirabelle.

Le fruit aurait été importé du Caucase en Provence par le roi René. Son petit-fils René II de Lorraine l'aurait implanté dans le Duché où l'arbre fruitier connaîtra un essor favorable puisque dès le XVIe siècle elle se retrouve aussi en pays messins (terre d'empire) : la mirabelle y est présentée comme une spécialité locale : on rapporte que le Roi Charles IX et sa mère Catherine de Médicis, en visite en Lorraine, reçurent des « mirabelles confites au sucre, spécialité du pays messin ».
Si dès le XVIIe siècle la Mirabelle est considérée comme la meilleure des prunes en Lorraine, il faudra attendre la crise du phylloxera pour que les vergers de mirabelliers remplacement rapidement les vignes (Côtes de Meuse, Saintois, Coteaux de Nancy et du Grand Couronné, Coteaux Messins et Toulois...)
En 1990, 250 agriculteurs lorrains décident de faire revivre la production de mirabelles, quelque peu tombée en désuétude au cours du XXe siècle. En 1993, la surface plantée atteint déjà 5 000 hectares. Sur vingt ans, le territoire est couvert de 2 000 hectares d'arbres.
Créée en 1995, l'association « Mirabelles de Lorraine » gère l'IGP et la marque du même nom. La Mirabelle de Lorraine est le premier fruit à obtenir une IGP. Créé en 1974, le Consulat de la mirabelle lorraine est une confrérie qui veille à la défense et à la promotion de la mirabelle régionale, en participant notamment aux festivités organisées autour des produits régionaux.

## Géographie

### Aire de production
La zone de production correspond exactement au territoire régional de Lorraine, à savoir les quatre départements de Meurthe-et-Moselle, de la Meuse, de la Moselle et des Vosges.

### Sols
Les vergers sont plantés sur des sols argilo-calcaires.

### Climat
Le mirabellier est bien adapté au climat lorrain en raison de la fraîcheur de ses nuits d'été et de la rareté des chaudes journées. Ces conditions favorisent la maturation et un taux de sucre optimal du fruit.

## La culture
Pour pouvoir employer commercialement la dénomination « Mirabelle de Lorraine », la mirabelle doit notamment être cueillie et conditionnée en Lorraine, avoir un taux de sucre minimum (16° brix), garantir une traçabilité du verger au consommateur et sa taille ne doit pas être inférieure à 22 mm. De plus, la couleur de la mirabelle est aussi contrôlée, pour posséder l'I.G.P., la teinte de la mirabelle doit être au minimum de 4 sur 8 (ce qui correspond à une couleur jaune, légèrement verdâtre) d'après le nuancier réalisé par l'AREFE (Association Régionale d'Expérimentation Fruitière de l'Est) aussi connue sous le nom du "verger conservatoire des prunes et des mirabelles de Lorraine". Les vergers dont elle est issue s'étendent sur 50 ares minimum (ou 20 ares si la parcelle attenante est cultivée par le même agriculteur), sont obligatoirement clonés, ont une densité inférieure à 400 arbres à l'hectare, et sont protégés contre les maladies et les animaux nuisibles.

### Les variétés cultivées
La mirabelle de Lorraine est issue de clones des variétés Mirabelle de Nancy et Mirabelle de Metz.

### Récolte
La mirabelle se récolte généralement entre fin juin et début août pour les variétés précoces et peut se prolonger jusque fin septembre pour les variétés tardives. La récolte manuelle est la plus favorisée pour le fruit de bouche ce qui permet de garantir une qualité au consommateur et un prix de vente plus élevé pour les producteurs. Les mirabelles de moins bonne qualité physique ou ne pouvant être cueillies sont récoltées grâce à des machines mécaniques et sont généralement destinées à être transformées (purée, eau-de-vie, ...).

## Production et commercialisation
250 agriculteurs producteurs et 3 coopératives fruitières (Vergers de Lorraine (Meurthe-et-Moselle), Jardin de Lorraine (Meuse) et Coteaux lorrains (Vosges)) peuvent utiliser commercialement la dénomination « Mirabelle de Lorraine ». Ces trois coopératives se sont regroupées au sein d'une entité commune : Végafruits. Cette entité se définit comme une Union de Coopératives Agricoles (U.C.A.) et s'occupe de la transformation et de la commercialisation grâce à des ateliers de surgélation, de purée de fruits aseptiques et/ou de mise en gourdes, de mise en barquette et en carton pour le fruit de bouche (fruit pour la consommation directe), ou encore la production d'huile de mirabelles grâce à la récupération des noyaux.

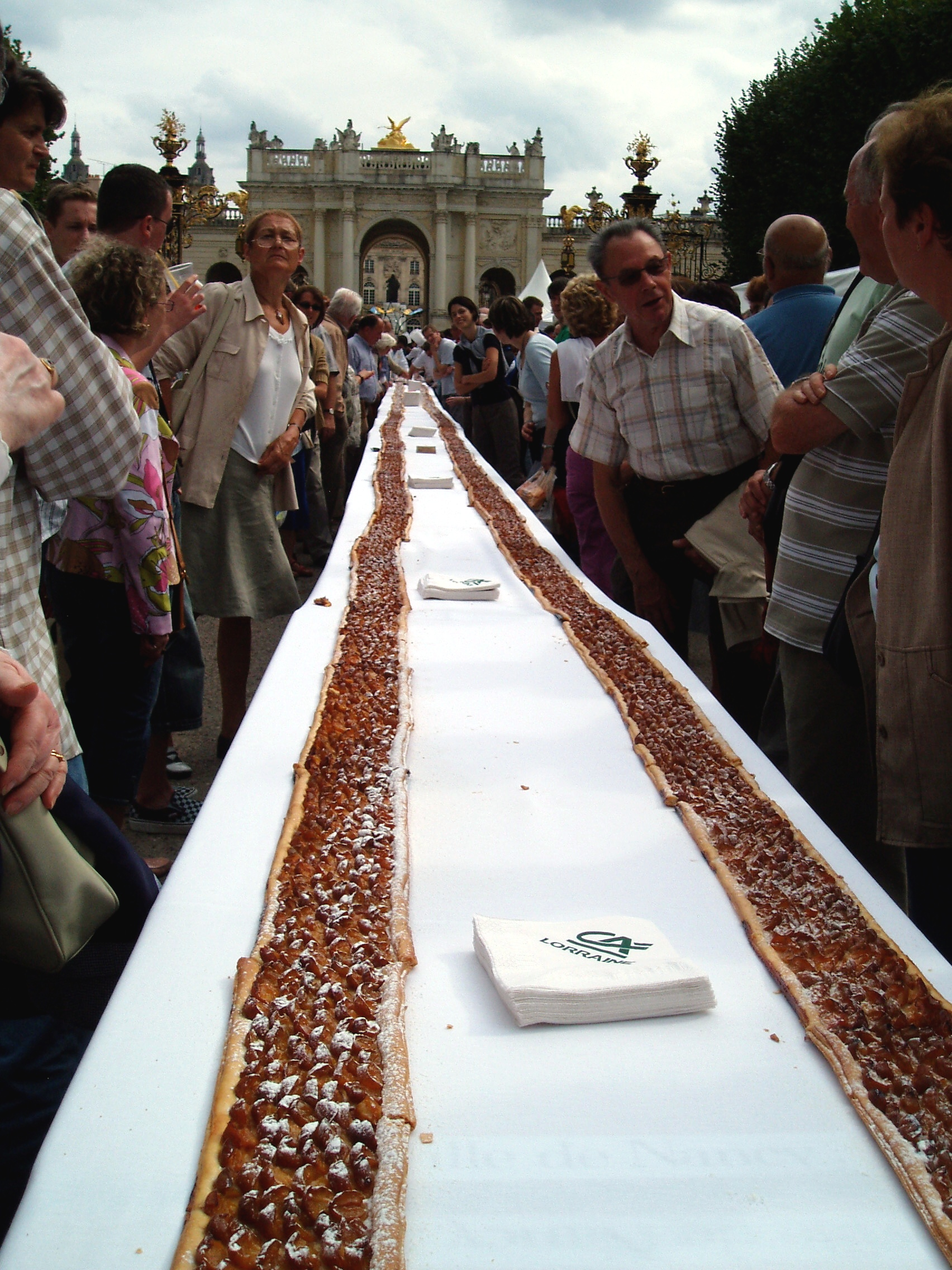
Fabrication de la plus longue tarte aux mirabelles du monde à Nancy.

Depuis 2009, le cahier des charges attaché à l'IGP permet la surgélation des fruits, ce qui facilite la commercialisation d'un fruit dont la saison ne dure en moyenne que six semaines. Cette autorisation a permis la mise en place d'une unité de surgélation à Saint-Nicolas-de-Port.
Le fruit est mis à l'honneur lors des nombreuses fêtes de la mirabelle organisées en Lorraine. La plupart des fêtes se déroulent fin août :
- à Bayon, au sud de Nancy, la fête de la mirabelle se tient depuis 1936 avec élection de Miss Mirabelle ;
- à Metz, depuis 1947, se déroulent la Fête de la Mirabelle et l'élection de la Reine de la Mirabelle ;
- à Nancy, depuis 1945 au quartier Trois-Maisons se déroule également une fête de la mirabelle[8].

La mirabelle entre dans la composition de l'eau-de-vie de mirabelle de Lorraine, bénéficiaire d'une Appellation d'origine réglementée depuis 1953, et d'une AOC depuis 2015, et de la liqueur de mirabelle. 25 % de la production de mirabelles est consommée en fruits frais, 65 % est transformée en oreillons surgelés, confitures, coulis et purées pur-fruit, fruits au sirop, mirabelles séchées...
Il existe une Maison de la mirabelle à Rozelieures. La coopérative des Jardins de Lorraine propose des visites du conditionnement des fruits pendant la saison.

## Gastronomie

Quelques exemples d'utilisation de la mirabelle
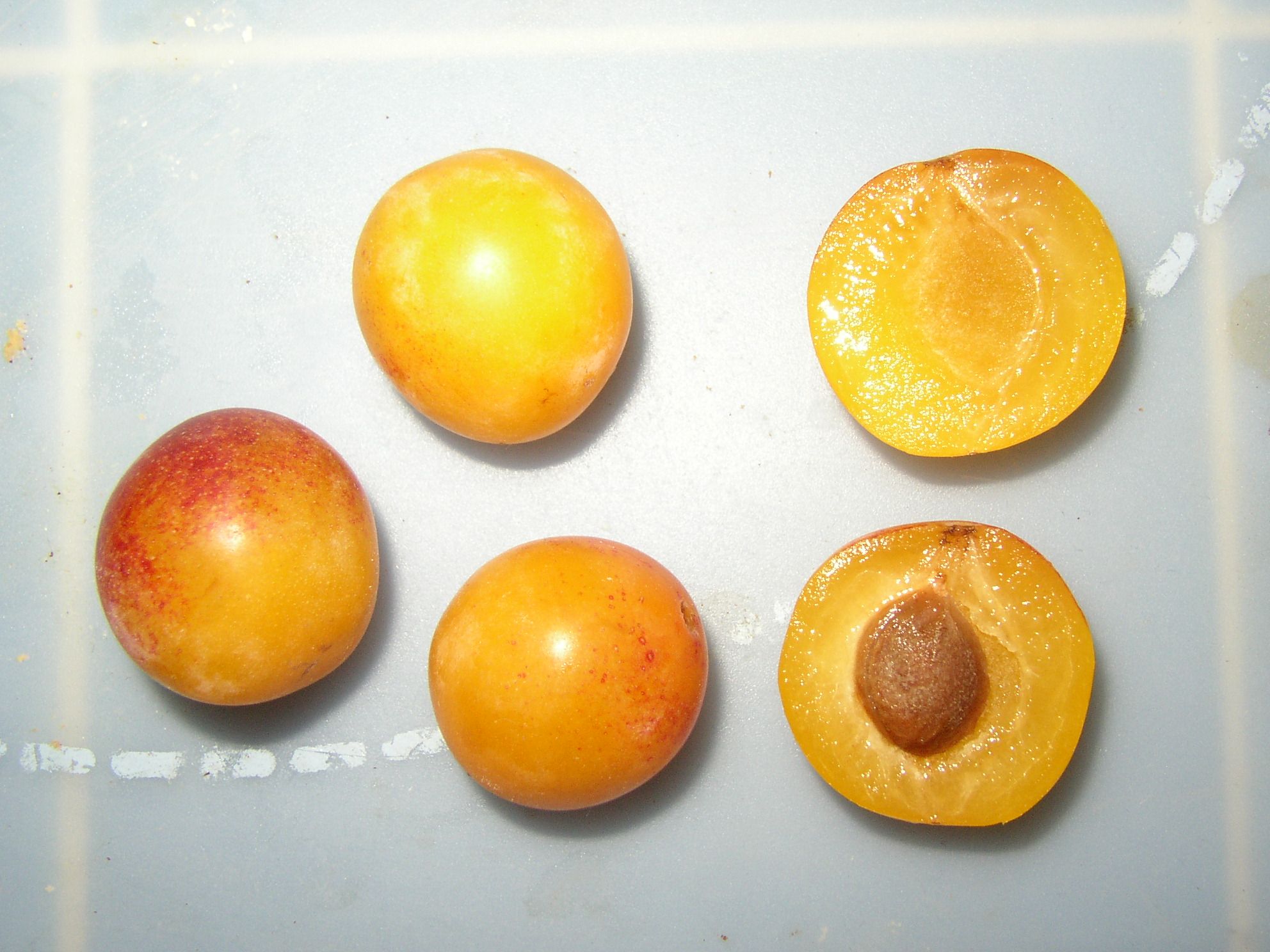
Fruits
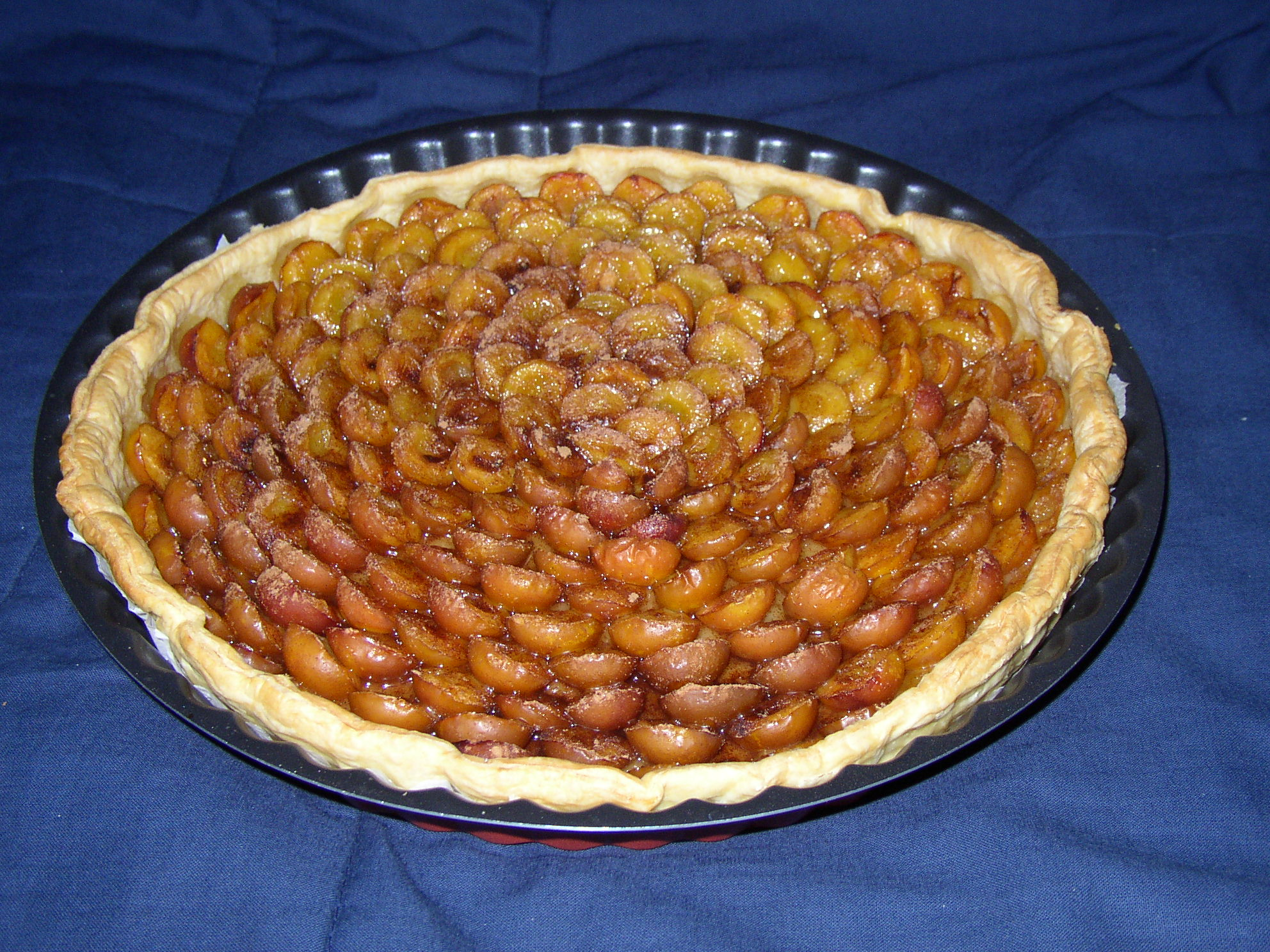
Tarte à la mirabelle
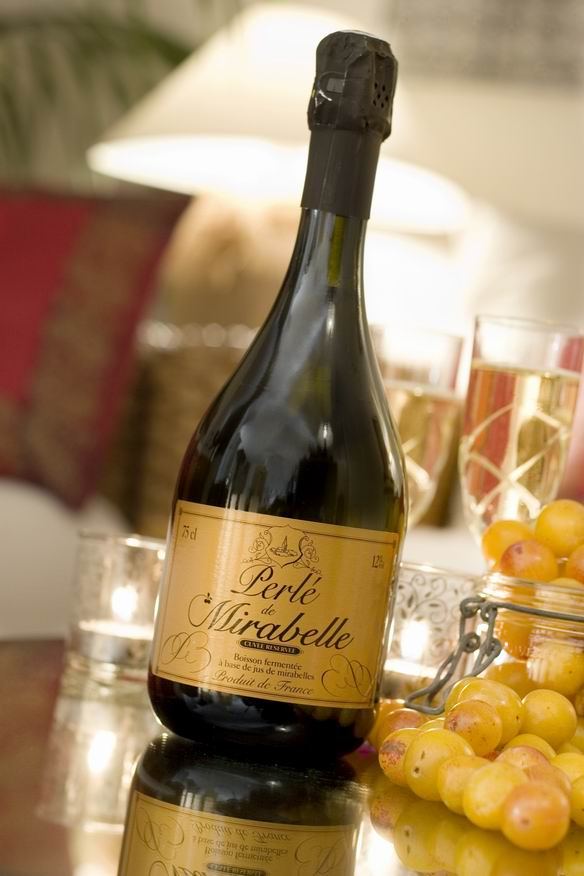
Perlé de mirabelle (vin aromatisé)
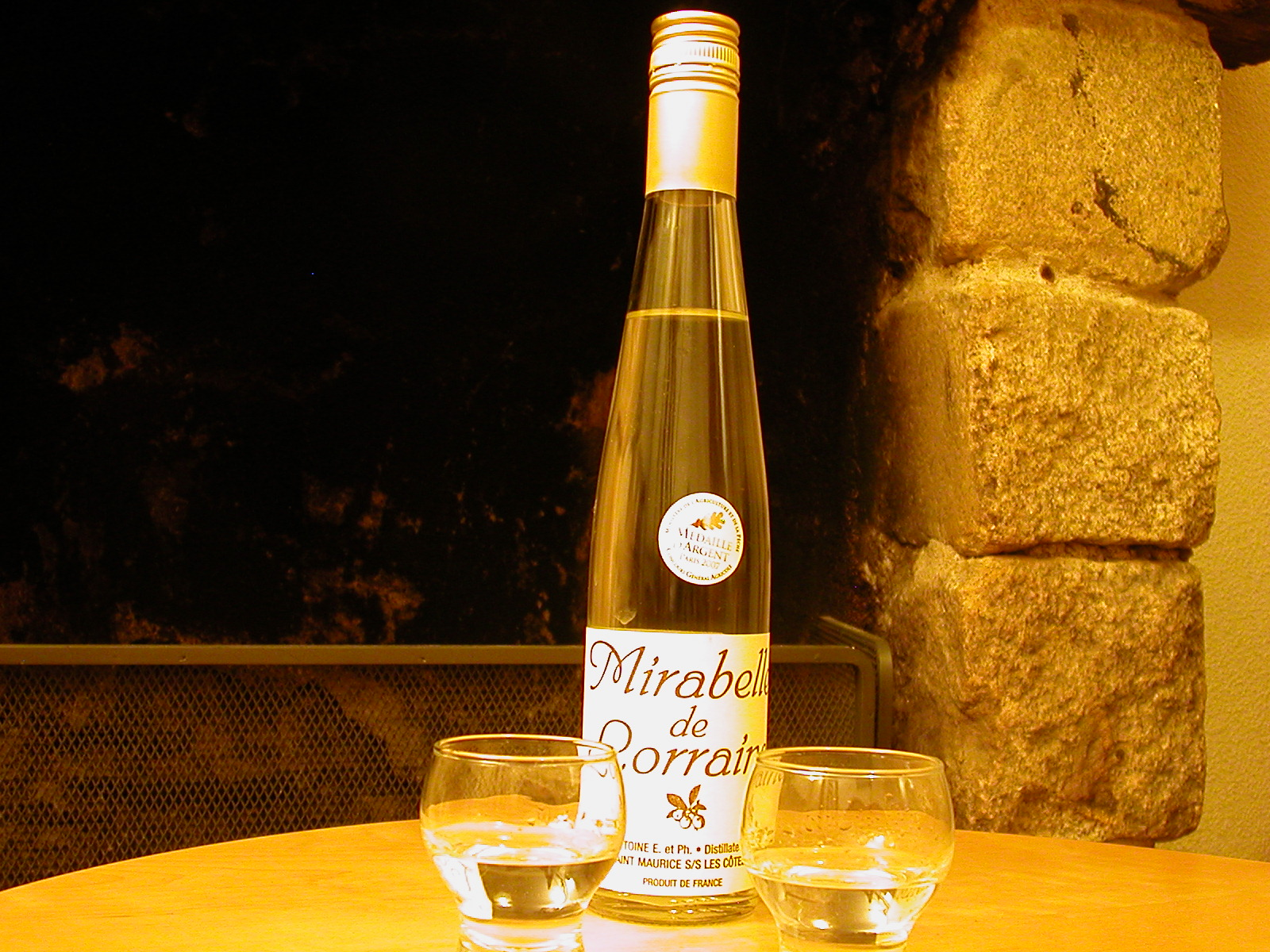
Eau-de-vie de mirabelle